# The Animals (musikalbum, USA)
The Animals är den brittiska musikgruppen The Animals sälvbetitlade debutalbum. Albumet utgavs i en brittisk version av EMI's Columbia Records och en amerikansk version genom MGM Records.

## Låtlista
Sida 1
1. "The House of the Rising Sun" (Trad., arr.: Alan Price) – 2:59
2. "The Girl Can't Help It" (Bobby Troup) – 2:20
3. "Blue Feeling" (Jimmy Henshaw) – 2:28
4. "Baby Let Me Take You Home" (Wes Farrell/Bert Russell) – 2:18
5. "The Right Time" (Lew Herman) – 3:42
6. "Talkin' 'bout You" (Ray Charles) – 1:55

Sida 2
1. "Around and Around" (Chuck Berry) – 2:44
2. "I'm in Love Again" (Dave Bartholomew/Fats Domino) – 2:59
3. "Gonna Send You Back to Walker" (Johnnie Mae Matthews) – 2:22
4. "Memphis, Tennessee" (Chuck Berry) – 3:04
5. "I'm Mad Again" (John Lee Hooker) – 4:15
6. "I've Been Around" (Fats Domino) – 1:35

## Medverkande
Musiker (The Animals)
- Eric Burdon – sång
- Alan Price – keyboard, bakgrundssång
- Hilton Valentine – gitarr, bakgrundssång
- Chas Chandler – basgitarr, bakgrundssång
- John Steel – trummor

Produktion
- Mickie Most – musikproducent
- Val Valentin – ljudtekniker